# Sztehlo Kornél
Sztehlo Kornél (Dobsina, 1847. szeptember 21. – Budapest, 1940. február 20.) evangélikus vallású magyar ügyvéd.

## Élete
Apja Sztehlo András (1816-1899) evangélikus lelkész, a Nógrádi evangélikus egyház főesperese, anyja ilenczfalvi Sárkány Aurélia (1826-1906). Az anyai nagyszülei ilenczfalvi Sárkány János (1781-1830), földbirtokos és nemes Gömöry Zsuzsanna (1792-1871) voltak.
Iskoláit Losoncon, Rozsnyón, Pozsonyban és Bécsben végezte. 1871-ben, a jogi egyetem elvégzése után, ügyvédi irodát nyitott Budán. 1877-ben az ügyvédvizsgáló bizottság tagjának választották meg. A ügyvédi kamara választmányának munkájában is részt vett. 1893-1894 között részt vett a házassági eljárásról szóló törvényjavaslat tárgyalásán, valamint az 1895-ben a közjogi és anyakönyvi törvény végrehajtását célzó rendeletek megalkotására összehívott közérdekű kérdés megvitatásán. Az Igazságügyi minisztérium megbízásából tanulmányutat tett Németországba, ahol az anyakönyvi intézményt tanulmányozta, majd a német ügyvédi egylet meghívására Berlinbe utazott, ahol tiszteletbeli tagjuknak választották meg. 1897-ben a brüsszeli nemzetközi ügyvédi kongresszus egyik tiszteletbeli alelnöke lett. Munkássága a házassági jog területén kiemelkedő volt. 1880-ban kezdte az agitációt a kötelező polgári házasság bevezetése érdekében. Gyakorlati szakemberként több törvénytervezet megvitatásában vett részt.
Szakcikkei jelentek meg többek között az Ügyvédi Közlöny, a Miskolci Jogászélet, a Jogtudományi Közlöny, az Ügyvédek Lapja, A Jog, a Magyar Jogászújság, a Jogi Szemle, a Magyar Igazságügy című folyóiratok számaiban.
A budai egyháznak lett a gondnoka, majd a budapesti egyházmegyének jegyzője. Az egyetemes egyháznak ügyésze volt. A budapesti első és második zsinat tagja, illetve a Magyar Protestáns Irodalmi Társaság választmányi tagja volt. 1911–1913-ban az Evangélikus Lap felelős-, majd 1914–1915-ben főszerkesztője.
1940. február 20-án halt meg Budapesten.

## Művei

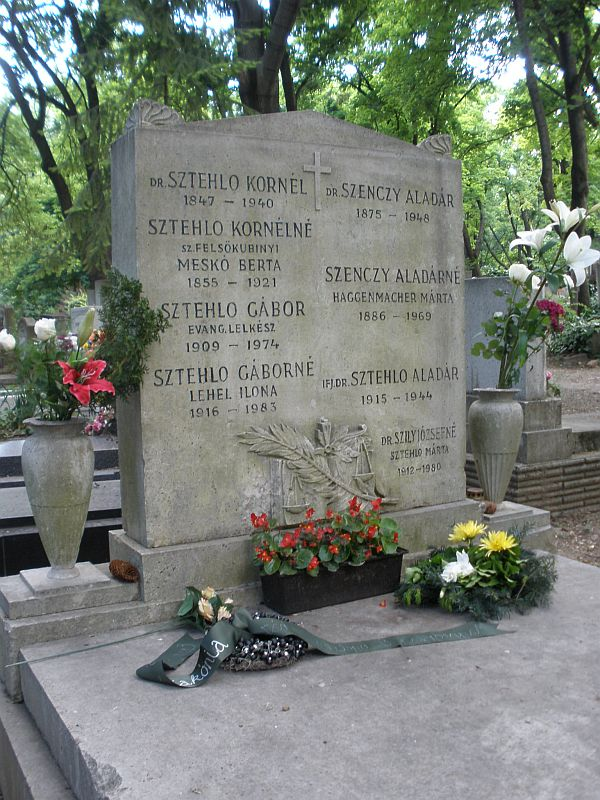
Sztehlo Kornél és Sztehlo Gábor síremléke, Budapest, Farkasréti temető

- A koalíczió forradalma a magyar közjog szempontjából: közjogi tanulmány. Budapest: Müller K., [s.a.]
- A protestantizmus jelentősége Magyarországon. Budapest: Toldi L. [s.a.], 13 p.
- Törvényjavaslat a házasság megkötésének és felbontásának feltételeiről: polgári házasság: indoklással. Budapest:Grill K. 1880. 64 p.
- Zsidó házassági jog: adalék a zsidókérdés megoldásához. Budapest:Grill, 1880. 29 p.
- A keresztyén-izraelita polgári házasság: észrevételek a kormány által polgári házasság tárgyában beterjesztett törvényjavaslat felett. Budapest: Hornyánszky, 1881. 44 p.
- 1882 Unit. házassági jog. Budapest.
- A házassági elválás joga Magyarországon és az ország erdélyi részeiben: gyakorlati használatra: az elválásból eredő személy- és vagyonjogi kérdésekben és az egyházi és világi bíróságok elé tartozó válóperekben különös tekintettel a Magyar Kir. Curia gyakorlatára. Budapest: Franklin, 1886. XV, 248 p.
- 1889 A házasságjogi reform. Protestáns Szemle
- A házassági elválás joga Magyarországon és az ország erdélyi részeiben: gyakorlati használatra. Budapest: Franklin, 1890. VIII, 304 p.
- 1891 Törvényes bigámia? Budapest.
- A polgári házasságról. Budapest:Hornyánszky. 1893. 31 p.
- Törvényjavaslat a házassági jogról. Budapest: Franklin, 1894. 75 p.
- 1895 Tanulmányok az anyakönyvi ügy terén. Budapest.
- Eljárás a házassági perekben: tekintettel az 1894. évi XXXI. törvényczikk életbeléptetésére az eljárást szabályozó törvények és a bírói gyakorlat alapján. Budapest: Hornyánszky Viktor, 1896. 88 p.
- Das ungarische Ehegesetz und seine Beziehungen zu Oesterreich. Budapest: Hornyánszky V. Ny., 1896. 22 p.
- A házassági vagyonjog a magyar polgári törvénykönyv tervezetében: bírálat. Budapest: Márkus, 1901. 98 p.
- A házassági jogszabályok összeütközésének kiegyenlítése: (hágai egyezmény): különös tekintettel Magyarországra és Ausztriára. Budapest: Toldi, 1908. 121 p.
- Kétszáznegyven esztendő az egyház szolgálatában: művelődéstörténeti rajzok. Budapest: Hornyánszky V., [1908]. VIII, 215 p., 8 t.
- A „Ne temere” decretum: egyházpolitikai tanulmányok. Budapest: Toldi L., [1908]., 24 p.
- 1908 A protestantizmus jelentősége Magyarországon. Budapest.
- 1909 A protestantismus és modernismus. Budapest.
- 1909 A nő hivatása a magyar protestantismus küzdelmében. Budapest.
- 1909-1912 Felolvasásai I-IV. Budapest.
- 1910 A protestantismus érdeke és az általános választójog. Budapest.
- A házassági per: az anyagi és alaki házassági perjog és azoknak magyarázata. Budapest: Szerző, 1915. 142, IV p.
- A legitimitás kérdése történelmi és politikai megvilágításban. Budapest: Toldy, 1922. 15 p.
- A házassági per kézikönyve: tekintettel a Magyar Kir[ályi] Curia gyakorlatára a szomszéd államok házassági jogának ismertetésével. Budapest: Franklin, [1925]. 120 p.
- A Protestáns Közös Bizottság munkája: 1892-1924. Budapest: A Magyarországi Két Protestáns Egyház, 1926. 61, [2] p.
- 1928 A protestantismus helyzete és teendői a többi magyar egyházzal szemben. Budapest.
- 1929 Újból kiadta atyjának „Christus und seine Kirche…” c. munkáját.
- A budai ág. hitv. evangélikus egyház története 1821–1918. Budapest: Budai Luther-Szövetség, [1930]., 55, [3] p.